# 李大庄乡
李大庄乡，是中华人民共和国河南省周口市西华县下辖的一个乡镇级行政单位。

## 行政区划
李大庄乡下辖以下地区：
李大庄村、冯桥村、闫楼村、王营村、二台村、李集村、张五营村、律庄村、北王庄村、张柿园村、赵湾村、时埠口村、黄楼村、王寨村、刘庄村、李寨村、杨岗村、袁庄村和唐坡村。